# Whelm
Whelm war eine 2002 gegründete und 2012 aufgelöste Death-Doom-Band.

## Geschichte
Whelm wurde im Jahr 2002 gegründet. Im November 2004 nahm die Gruppe ihre erste EP The Prologue im Soundzone Studio in Rødovre auf. Die EP wurde 2004 im Selbstverlag veröffentlicht und über das israelische Independent-Label Totalrust Music vertrieben. Das Label nahm hinzukommend das Stück A State of Decay auf die Labelkompilation Asymmetry, welche 2005 erschien. Es folgten erste Auftritte unter anderem beim Danish Metal Grand Prix sowie als Vorgruppe für diverse bekannte Bands wie Buried Inside, Cult of Luna, Esoteric oder Saturnus. Nach den Aufnahmen zum Debütalbum A Gaze Blank and Pitiless as the Sun im Frühjahr 2012 beendete die Gruppe im Mai desselben Jahres ihre aktive Laufbahn, noch vor einer Veröffentlichung. Die Musiker entschieden sich, das Album dennoch digital zu vertreiben und stellten es 2013 über Bandcamp kostenfrei zur Verfügung. Im Jahr 2015 wurde das Album in einer vollständig überarbeiteten Version, gemastert von Greg Chandler (Esoteric) und abgemischt von Thomas Pedersen (Black Succubi), inklusive einer neuen Gestaltung über Aesthetic Death Records veröffentlicht. Die Neuauflage von A Gaze Blank and Pitiless as the Sun erhielt international positive Resonanz. Rezensionen wurden häufig um ein Bedauern ob der Auflösung der Band versehen.
Casper Axilgård und Atli Brix Kamban gründeten mit Grava 2020 ein Folgeprojekt.

## Stil
Die Musiker orientierten sich von Beginn an unterschiedlichen Musikstilen. So beruft sich die Band auf Sludge, Post-Hardcore und Psychedelic Rock. In Rezensionen werden Vergleiche zu Gruppen des Funerals, des Death Doom, des Post- und des Gothic-Metal, namentlich zu Ahab, Neurosis, My Dying Bride und Mindrot gezogen. Dem Webmagazine Metal1 zufolge treffen in der Musik „[t]onnenschwere Riffs und massig düstere Atmosphäre […] auf melancholische Melodien und herrlich verzweifelten Gesang.“ Laut Kris Clayton von Camel of Doom präsentiere die Musik die düstere Atmosphäre des Death Doom, beinhalte jedoch mehr Elemente eines rohen Post-Metals. Hierzu zieht er den Vergleich zum Neurosis-Album Times of Grace.
Als ungewöhnliches Element gilt die über die übliche Metalbandbesetzung hinausgehende Instrumentierung, die unter anderem auf den Einsatz einer Zither und einer Mandoline zurückgreift. Als weiteres Alleinstellungsmerkmal sei das Gitarrenspiel besonders atmosphärisch und variantenreich. Es greife ebenso auf ein dem Black Metal nahegestelltes Tremoloriffing, wie auf schwere, entrückte und zugleich sehr simple dem Shoegazing entlehnte Riffs zurück.

## Diskografie
- 2006: The Prologue (EP, Selbstverlag / Totalrust Music)
- 2013: A Gaze Blank and Pitiless as the Sun (Album, Selbstverlag)
- 2015: A Gaze Blank and Pitiless as the Sun (Album, Aesthetic Death Records)